# Batalla del Collado de las Panizas

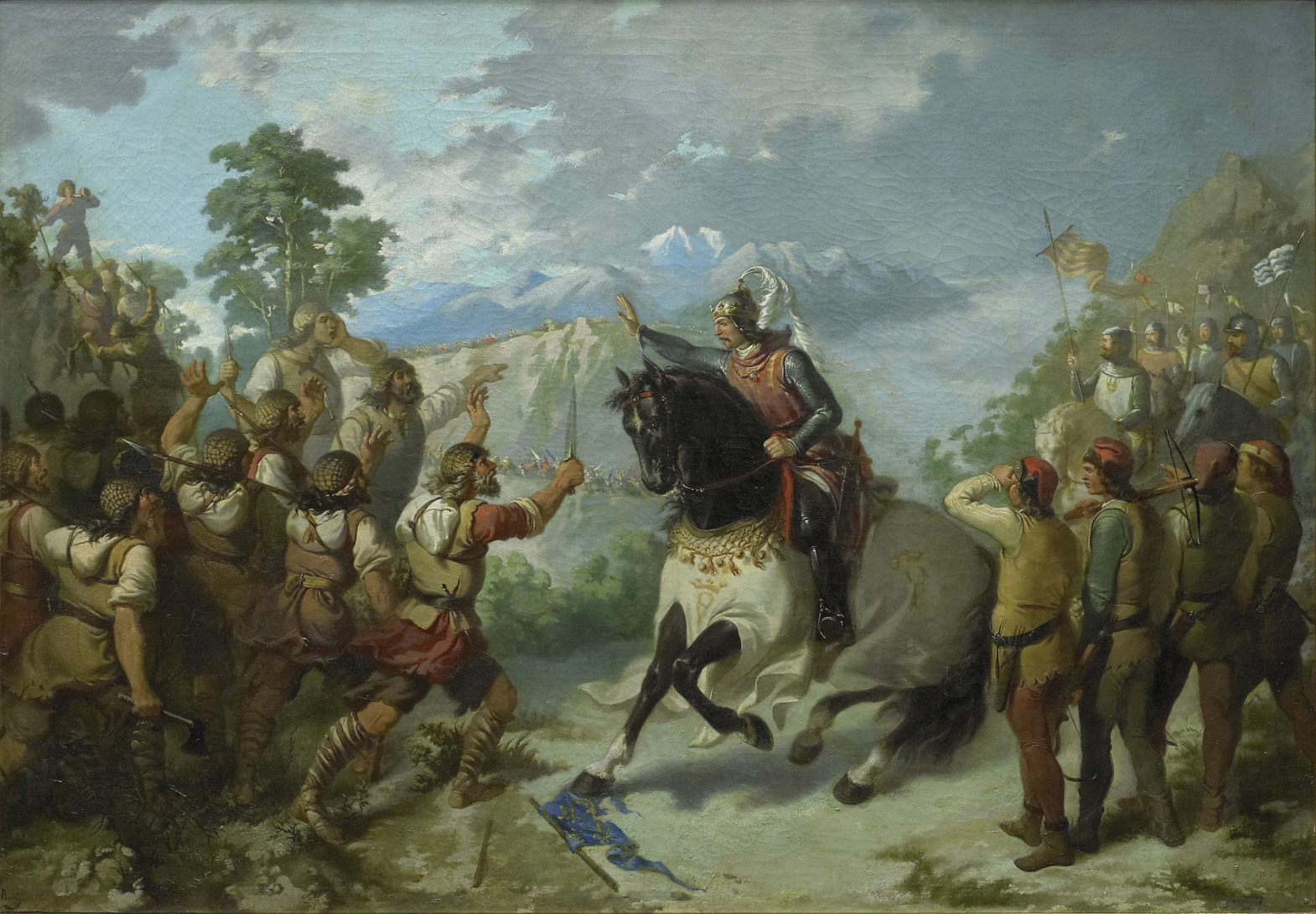
Pedro III de Aragón el Grande con sus almogávares en la Batalla del Collado de las Panizas, 1866, por Bartomeu Ribó Térriz.

La batalla del Collado de las Panizas se libró entre el días 30 de septiembre y 1 de octubre de 1285 en el Collado de las Panizas, entre las fuerzas de Felipe III de Francia y Pedro III de Aragón. Fue una dura derrota para los franceses, que ya se retiraban por los Pirineos cuando los aragoneses cayeron sobre ellos.
Fue la última batalla de la Cruzada contra la Corona de Aragón, una guerra sancionada por el Papa en nombre de Carlos de Valois para asegurar el trono aragonés del rey excomulgado Pedro III, que había conquistado Sicilia contra los intereses papales. La batalla siguió poco después de la victoria naval en  las Formigues el 4 de septiembre.

## Antecedentes
El Papa Martín IV, que había sucedido Clemente IV, declaró al rey Pedro III privado de sus reinos, y dio la investidura del Reino de Sicilia a Carlos I de Anjou.
Los franceses ocuparon el Valle de Arán, pero no pudieron continuar avanzando. Al año siguiente lo probaron con las tropas que tenían en el reino de Navarra, pero también fracasaron, y en el contraataque aragonés del año 1284 asediaron Tudela. En 1285 los franceses entraron por el Rosellón de Jaime II de Mallorca con un ejército de 100.000 infantes, 16.000 caballeros y 17.000 ballesteros comandado por el propio rey de Francia, Felipe III, y acamparon en Elna y Perpiñán, cruzando por el Paso de Pas en junio. Los catalanes aplicaron la tierra quemada, y los franceses entraron en Castellón de Ampurias, Gerona, Figueras, Rosas, San Felíu de Guixols y Blanes, y Perelada fue destruida sin conseguir rendirla.
La armada de la corona de Aragón, proveniente de Sicilia y comandada por el almirante Roger de Lauria, había derrotado a la flota francesa en la Batalla naval de las Hormigas, recuperando el territorio del norte. En ese momento la disentería se extendió entre los franceses, que, rodeados, sin abastecimientos y enfermos, tuvieron que retirarse, pero se encontraron la retirada cortada en el Collado de las Panizas y en La Massana, y por el camino de Besalú; allí fueron derrotados en la batalla de Besalú. Los ejércitos de la Corona de Aragón accedieron a no atacarlos, y les dejaron pasar por Agullana. Una parte del ejército francés quiso cruzar por el Collado de las Panizas, en La Junquera.

## Ubicación
El paso por la Sierra de la Albera (568 m) en Cataluña fue la principal ruta de los Pirineos catalanes en la Edad Media. Los romanos lo habían llamado Summum Pyrenæum. Desde entonces, ha sido reemplazado por el paso de Le Perthus,  (o Col du Perthus) un kilómetro al noreste.

## La batalla

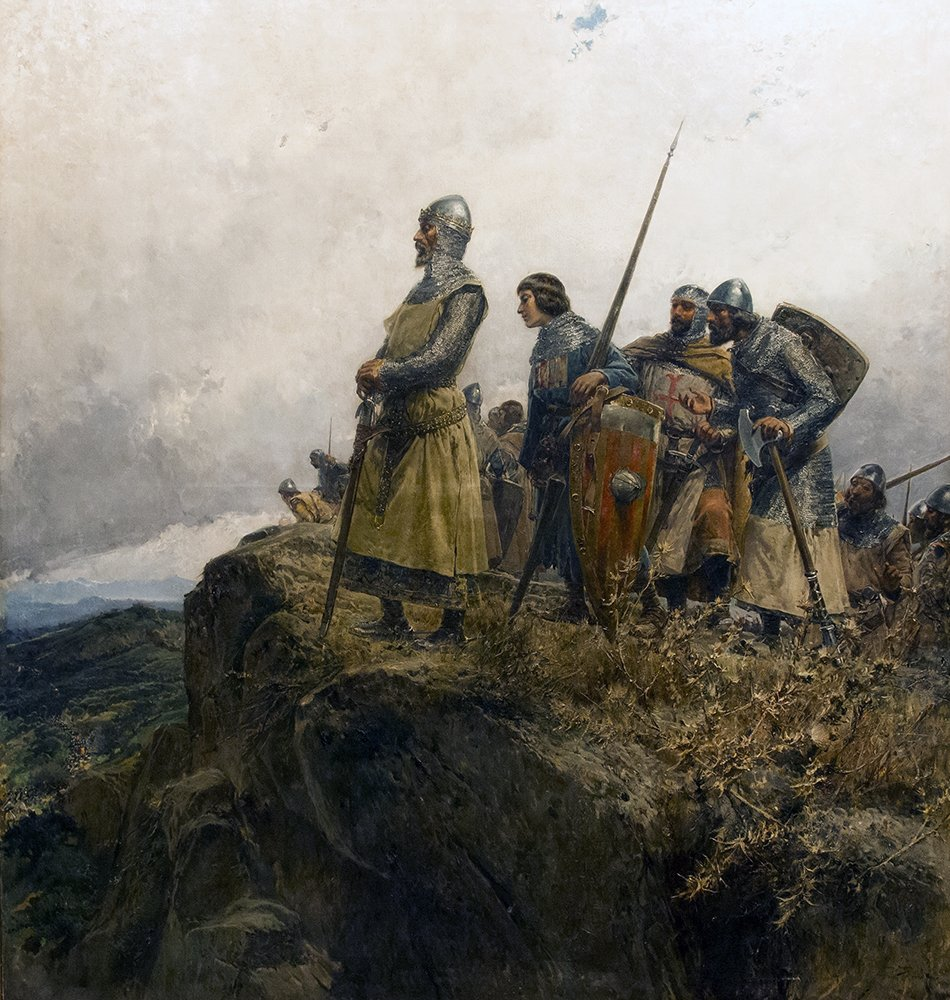
Pedro III de Aragón en el collado de las Panizas (1891), por Mariano Barbasán (Diputación Provincial de Zaragoza).

El ejército real se adelantó al ejército francés, que se había concentrado en Castellón de Ampurias para retirarse al norte de los Pirineos, y esperó al ejército francés en La Junquera.
Prometiendo dejar al paso al rey Felipe ya su familia, los reales atacaron la retaguardia de las tropas francesas que se batían en retirada, diezmadas por las enfermedades. Por la vanguardia, Ramón III de Moncada y sus almogávares masacraron a los fugitivos, mientras se respetaba el angustiado rey francés y los miembros de su familia, entre los que estaban Carlos I de Valois, en la línea sucesoria de la Corona de Aragón por su madre, Isabel de Aragón, hermana de Pedro III.
Cuando terminó el primer ataque, la columna francesa fue nuevamente atacada por las tropas de Roger de Lauria, que habían desembarcado después de su victoria naval frente a las costas del Ampurdán, en la batalla de Les Formigues.
Ramon Muntaner relata en su Crónica que los festivales para celebrar su victoria en Barcelona duraron ocho días.

## Consecuencias
Incapaces de mantenerlas por falta de suministros, los franceses rindieron todas las villas que todavía tenían en el Ampurdán y Eustaquio de Beaumarchais rindió de nuevo Gerona, pero los franceses todavía controlaban el Rosellón.
En el mismo año 1285 Pedro III envió una flota contra su hermano Jaime II de Mallorca y se apropió el reino, pero no pudo ver los resultados de la expedición al morir pocos días después en Villafranca del Panadés. La muerte de Alfonso el Franco en 1291 dio origen, cuatro años más tarde, a un gran conflicto entre Aragón y Sicilia, pues Jaime el Justo fue proclamado rey de la Corona de Aragón y delegó el reino de Sicilia en su hermano pequeño, Federico.
Cuando, en 1302, Carlos de Valois intervino en Sicilia en apoyo de Carlos II de Nápoles contra Federico III de Sicilia al frente de cuatro mil caballeros a sueldo del Papa, Federico le recordó el gesto de indulgencia y magnanimidad que su padre, Pedro, había mostrado a la familia de Carlos en el Collado de las Panizas. Admitiendo una falta de agradecimiento, Carlos cesó las hostilidades y firmó la Paz de Caltabellotta.